# Робочий час
Робочий час — установлений законодавством відрізок календарного часу, протягом якого працівник відповідно до правил внутрішнього трудового розпорядку, графіка роботи та умов трудового договору повинен виконувати свої трудові обов'язки. Як передбачено частиною першою статті 50 Кодексу законів про працю України (далі — КЗпП України) нормальна тривалість робочого часу працівників не може перевищувати 40 годин на тиждень.

## Охоплення
Використання виробничого часу виражається системою показників, що включає:
- середню тривалість виробничого дня — відношення загальної кількості відпрацьованих людино-годин до загальної кількості відпрацьованих людино-днів;
- середню урочну тривалість виробничого дня (при розрахунку цього показника кількість відпрацьованих наднормово людино-годин не враховується);
- середнє число днів праці одного спискового працівника — відношення загальної кількості відпрацьованих людино-днів до середнього спискового числа працівників;
- середнє число годин, відпрацьованих працівником за період — відношення відпрацьованих людино-годин до середньої облікової чисельності працівників або множення середньої тривалості працівного дня і середнього числа днів праці одного спискового працівника.

Одним із основних факторів, що впливає на продуктивність праці, є використання працівного часу. Зменшення втрат виробничого часу і нераціональних його витрат веде до зростання продуктивності праці, ліпшого використання трудових ресурсів без додаткових заходів і витрат.
Основним джерелом даних для аналізу використання фонду робочого часу є статистична форма 3-ПВ «Звіт про використання виробничого часу (за квартал, півріччя, 9 місяців, рік)». Додатково залучаються для аналізу дані табельного обліку, плановий (номінальний) баланс відпрацьовуваного часу, дані оперативного та вибіркового обліку (фотографії, самофотографії робочого дня окремих працівників, хронометраж операцій і робочих процесів, моментні спостереження в цехах і на дільницях).

## Аналіз
Аналіз використання робочого часу доцільно проводити у двох напрямках: 
- виявлення втрат виробничого часу;
- виявлення непродуктивного використання виробничого часу. Використання робочого часу для всіх категорій робітників аналізується за допомогою таких двох показників;
- середня кількість днів, відпрацьованих одним робітником за звітний період (місяць, квартал, рік);
- середня тривалість виробничого дня (зміни).

Середня кількість днів, відпрацьованих одним робітником за звітний період, характеризує тривалість відпрацьованого періоду в днях (дні виходів на роботу). На цей показник впливають такі фактори: втрати робочого часу, в тому числі прогули; невиходи з дозволу або з ініціативи адміністрації; масові невиходи на роботу (страйки); кількість днів чергової відпустки; кількість вихідних і святкових днів, кількість днів тимчасової непрацездатності, відпустки у зв'язку з навчанням.
Тривалість робочого дня (зміни) робітника залежить від таких факторів: величини нормативно встановленого робочого тижня; часу надурочної роботи; часу простою протягом робочої зміни, що зафіксований в обліку; неповного робочого часу (скорочений робочий день, тиждень); часу інших скорочень робочого дня (зміни), передбачених законодавством (для матерів-годувальниць, підлітків).
Повноту використання трудових ресурсів можна оцінити за кількістю відпрацьованих за звітний період днів і годин одним працюючим і одним робітником, а також за інтенсивністю використання робочого часу. Під час аналізу необхідно визначити відхилення фактичних показників від планових або від аналогічних показників минулих періодів і встановити конкретні причини можливих відхилень.
На безперервно діючих підприємствах, в установах, організаціях, а також в окремих виробництвах, цехах, дільницях, відділеннях і на деяких видах робіт, де за умовами виробництва (роботи) не може бути додержана встановлена для даної категорії працівників щоденна або щотижнева тривалість робочого часу, допускається за погодженням з виборним органом первинної профспілкової організації (профспілковим представником) підприємства, установи, організації запровадження підсумованого обліку робочого часу з тим, щоб тривалість робочого часу за обліковий період не перевищувала нормального числа робочих годин 
Відповідно до статті 62 Кодексу законів про працю України встановлено, що надурочні роботи, як правило, не допускаються. Надурочними вважаються роботи понад встановлену тривалість робочого дня згідно статті 52, 53 і 61 даного кодексу, тобто понад 40 годин на тиждень.
Згідно зі статтею 64 Кодексу законів про працю України надурочні роботи можуть проводити лише з дозволу виборного органу первинної профспілкової організації підприємства, та не перевищувати граничних норм зазначених у статті 65 даного Кодексу, а саме чотирьох годин протягом двох днів підряд і 120 годин на рік.
У статті 106 КЗПП України передбачено, що за погодинною системою оплати праці робота в надурочний час оплачується в подвійному розмірі годинної ставки. За відрядною системою оплати праці за роботу в надурочний час виплачується доплата у розмірі 100 % тарифної ставки працівника відповідної кваліфікації, оплата праці якого здійснюється за погодинною системою, — за всі відпрацьовані надурочні години. У разі підсумованого обліку робочого часу оплачуються як надурочні всі години, відпрацьовані понад встановлений робочий час в обліковому періоді, у порядку, передбаченому частинами першою і другою цієї статті.
Компенсація надурочних робіт шляхом надання відгулу не допускається

## Підсумований облік робочого часу
На безперервно діючих підприємствах, в установах, організаціях, а також в окремих виробництвах, цехах, дільницях, відділеннях і на деяких видах робіт, де за умовами виробництва (роботи) не може бути додержана встановлена для даної категорії працівників щоденна або щотижнева тривалість робочого часу, допускається за погодженням з виборним органом первинної профспілкової організації (профспілковим представником) підприємства, установи, організації запровадження підсумованого обліку робочого часу з тим, щоб тривалість робочого часу за обліковий період не перевищувала нормального числа робочих годин.